# Возвращение воителя (Коты-Воители)
«Возвращение воина» (англ. Warrior's Return) — это оригинальная англоязычная манга, написанная Эрин Хантер как часть серии «Воины». Третья книга манги из трилогии о Крутобоке. Она была издана в апреле 2008 года, а в России вышла в октябре 2010 года.

## Аннотация
Крутобок и Милли находят покинутую Грозовым племенем территорию, но Двуногие уничтожили лес, и бывший Грозовой глашатай опасается, что его соплеменники погибли или попали к ним в плен. Милли настаивает, чтобы они продолжили поиски. Старый друг помогает Крутобоку обнаружить тропу, по которой ушли лесные коты много месяцев назад. За каждым поворотом путешественников подстерегают новые опасности, и Крутобоку кажется, что их странствия никогда не закончатся.

## Сюжет
Крутобок очень потрясён тем, что лагерь Грозового племени разрушен. Он засыпает в пещере целителей и надеется, что при пробуждении всё станет как прежде. Милли притаскивает в пещеру листья и просит своего друга поспать. Утром они с Милли собираются на поиски Грозового племени. Друзья исследуют всю территорию леса, и Крутобок рассказывает Милли о разных местах.
Через некоторое время друзья находят амбар, где живут Ячмень и Горелый. Горелый говорит Крутобоку, что все племена спасены, а затем рассказывает о пророчестве. Горелый и Ячмень замечают, что Милли неплохо охотится. Позже друзья идут к Высоким Скалам, но Горелый и Ячмень вскоре покидают Милли и Крутобока, указывая им путь.
Двое друзей заходят в туннели Двуногих, но там они встречают злобного Двуногого и убегают. Затем они приходят к гнезду Двуногих. Милли предлагает поесть там, но Крутобок отказывается. Крутобоку снятся бродящие и голодные коты. Наутро им с Милли приходится пройти через стадо овец. Милли предлагает обойти стадо, но Крутобок не хочет пользоваться тропой Двуногих. Собаки пугают овец, и котам приходится бежать. Милли обижается на Крутобока.
Путешественники приходят в непонятное для них место, там много чудищ. Они видят кота, спящего на чудище. Милли идёт к Двуногим и просит еду, а Крутобок остаётся. Милли наелась и предлагает Крутобоку поесть, и он соглашается. Но в гнезде его замечает Двуногая и прогоняет прочь. Милли извиняется перед Крутобоком, а он кричит на неё в ответ. Вдруг его сбивает чудище. Кот, спавший на чудище, чьё имя оказывается Дизель, помогает Милли дотащить Крутобока в безопасное место. Когда Крутобок приходит в себя, Дизель даёт ему на завтрак мышь и говорит о Месте-Где-Тонет-Солнце, куда друзья сразу же хотят отправиться, но Крутобок не может. Дизель ненадолго даёт своим новым друзьям приют. Крутобок хочет рассказать Милли о своих чувствах, но Дизель прерывает их. Дизель всё время проводит с Милли, и Крутобоку это не нравится. Милли предлагает уехать на чудище к морю, и Дизель одобряет эту идею. Крутобок не разделяет их мнения, но потом соглашается. Дизель подсказывает, какое чудище выбрать. Вскоре коты уезжают в направлении моря, но приезжают совсем в другое место. Им приходится сразиться с домашними котами, и они чуть не пропускают своё чудище, куда им всё-таки удаётся взобраться.
Путники приезжают в нужное место и видят племена на острове. Крутобок предлагает Милли стать парой, и та соглашается. Они приходят на Совет, где все с радостью узнают, что серый здоровяк жив.

## История публикации
Трехчастная серия манги Graystripe была объявлена первой частью партнерства между TokyoPop и HarperCollins. Эрин Хантер и Дэн Джоли писали истории, а Джеймс Л. Барри (портфолио художника) иллюстрировал книгу. После выхода «Потерянный воитель» и «Прибежище воителя» фокус переключился на третий том. На веб-сайте Коты-Воители была выпущена выдержка, но позже удалена. «Возвращение воителя» было выпущено в мягкой обложке 22 апреля 2008 года, в тот же день «Отверженные» был выпущен роман в серии «Сила Трёх». Чтобы продвинуть эти две истории, Эрин Хантер отправилась в тур по США. Она посетила несколько книжных магазинов по всем штатам. «Возвращение воителя» был также опубликован в Великобритании и Канаде. Также была проведена акция.

## Интересные факты
Ошибки:
- На Совете был изображён Звёздный Луч, но на тот момент он уже умер.
- В цветном переиздании эту ошибку исправили.

## Персонажи
Главные:
- Крутобок,
- Милли.

Второстепенные:
- Горелый,
- Ячмень,
- Дизель.

## Критика
В обзоре School Library Journal похвалили иллюстрации, на которых «изображены выразительные лица кошек, захватывающие сцены сражений и знакомое окружение, когда эти животные путешествуют через царство Двуногих», и рекомендовали книгу для неохотных читателей, поклонников манги. Booklist отметил, что первые две главы будут вводить в заблуждение новых читателей, но он все равно сможет понять, что происходит после прочтения книги.